# 더 트로프
《더 트로프》(중국어: 低压槽)은 2018년에 개봉한 중국의 드라마, 범죄, 액션, 스릴러 영화이다.

## 줄거리
정체를 숨기고, 악의 세력과 하나가 되라!

신분을 숨긴 채 최대 범죄 조직에 잠입한 경찰 ‘위추’ 숨겨진 조직 보스를 찾아 범죄를 일망타진하려던 그는 최종 임무에 가까워 지던 그때 신분이 드러날 위기에 처하고 마는데...

## 출연
주연
- 장가휘
- 허지옹

조연
- 쉬징레이

## 개봉일 목록
더 트로프의 개봉일 목록이다.
| 국가     | 개봉일          |
| -------- | --------------- |
| 중국     | 2018년 4월 28일 |
| 대한민국 | 2019년 2월 27일 |